# Salam (berg)
Salam är ett berg i Indonesien.   Det ligger i provinsen Aceh, i den västra delen av landet, 1 800 km nordväst om huvudstaden Jakarta. Toppen på Salam är 146 meter över havet.
Terrängen runt Salam är varierad. Runt Salam är det ganska tätbefolkat, med 179 invånare per kvadratkilometer. Närmaste större samhälle är Banda Aceh, 11,1 km norr om Salam. Trakten runt Salam består till största delen av jordbruksmark.